# Ilex guayusa
Ilex guayusa es una especie de árbol amazónico perenne de la familia Aquifoliaceae. Las hojas son utilizadas en Colombia, Ecuador y Perú por sus propiedades estimulantes, medicinales y rituales.

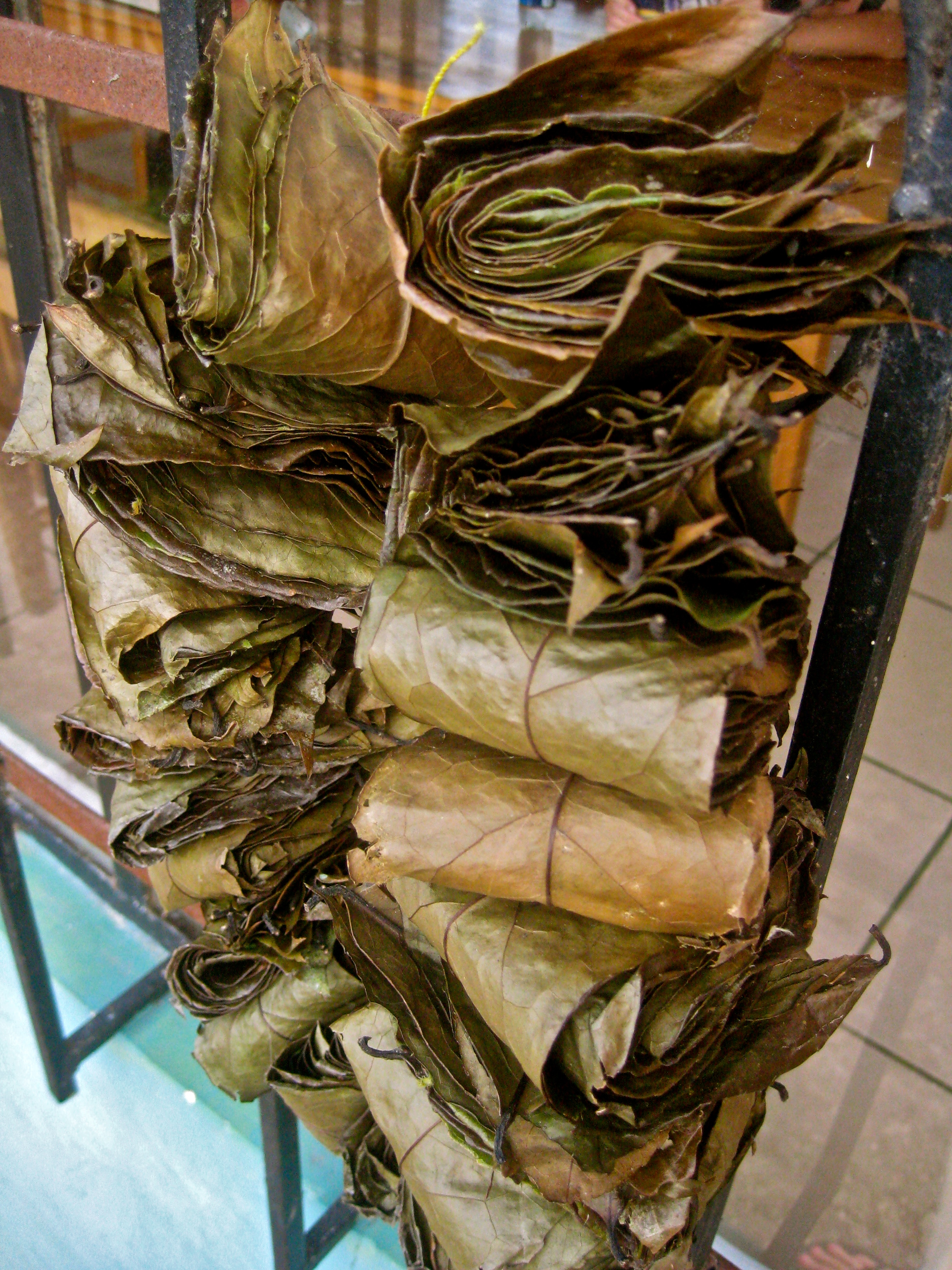
Hojas secas preparada para su venta

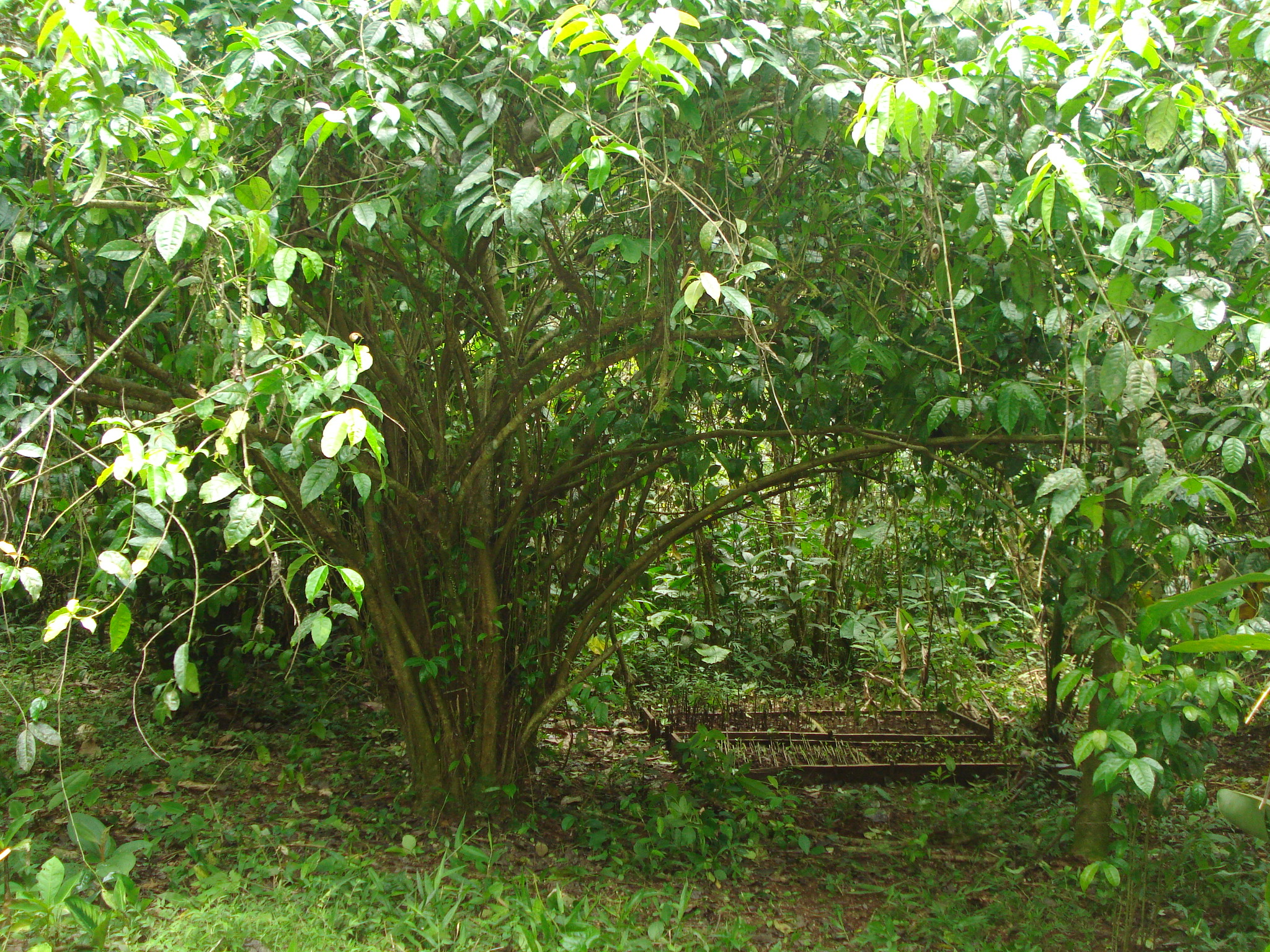
Vista de la planta

## Descripción
El árbol de guayusa domesticado puede crecer hasta un promedio de 10 m de altura y presentan multitud de tallos que miden de 2 a 15 cm de diámetro a la altura del pecho. Cuando madura y si no se maneja, los individuos de guayusa pueden alcanzar una altura de aproximadamente 25 m de altura y un diámetro de tallo de aproximadamente 50 cm a la altura del pecho.
Tiene hojas dentadas oblongas/elípticas, de color verde oliva, coriáceas, glabras o subglabras en el haz y en el envés de la hoja. Las hojas están dispuestas de manera simple y alterna. Tiene un ápice acuminado con una base aguda. Las hojas pueden crecer entre 15 - 21 cm de largo y 5 - 8 cm de ancho, con un pecíolo corto de 1 cm.
Las flores son pequeñas y blancas. El fruto es esférico de color rojo, de 6-7 mm de diámetro. Las hojas contienen cafeína y otros alcaloides.

## Distribución y hábitat
Se distribuye en la amazonía de Bolivia, Colombia, Ecuador y Perú en alturas que van desde los 200 hasta los 2600 m s.n.m., especialmente entre las pendientes orientales andinas y el adyacente piedemonte amazónico. Al crecer como parte de los bosques secundarios, la guayusa prolifera en suelos franco-arenosos con pH ácido y en ambientes húmedos y semioscuros.

## Taxonomía
Ilex guayusa fue descrita por Ludwig Eduard Theodor Loesener y publicado en Nova Acta Academiae Caesareae Leopoldino-Carolinae Germanicae Naturae Curiosorum 78: 310. 1901.
Etimología
ilex: nombre genérico que era el nombre designado en latín para una especie de Quercus (Quercus ilex) comúnmente llamada encina, que tiene un follaje similar al acebo europeo, y ocasionalmente se confunde con él.
Sinonimia
- Ilex guayusa var. utilis, Moldenke

## Importancia económica y cultural

### Historia
El reporte más antiguo del uso humano de esta especie se remonta al año 500 d. C. según material arqueológico encontrado en Bolivia. Sin embargo, el primer informe sobre el consumo extensivo de hojas de guayusa como decocción data de 1683 entre diferentes grupos amazónicos, principalmente shuar, achuar, awajún y kichwas en Ecuador y Perú.

### Importancia económica
En Ecuador, la guayusa es importante para la vida cotidiana de las comunidades indígenas tanto por sus propiedades estimulantes y medicinales como por valor comercial. Los kichwas producen la planta en huertos familiares en donde las hojas pueden llevarse fácilmente a casa y luego procesarse y usarse. La producción de guayusa en la agricultura familiar también forma parte del sistema agroforestal de la chacra. La chacra como sistema agroforestal de quema, tala y mantillo (capa de hojarasca) que comienza con especies como maíz (Zea mays) y frijol (Phaseolus spp.); pero también enfocándose en plantas perennes como yuca (Manihot esculenta), bananos y plátanos (Musa spp.), chonta (Bactris gasipaes) y otras especies utilizadas para alimentos, medicina, madera y otros usos, además de cultivos comerciales como el cacao (Theobroma cacao) y guayusa. Esta última se vende tanto a empresas como en los mercados locales de ciudades vecinas. Las bolsas de guayusa molida y las bebidas que contienen guayusa se están industrializando producidas para ser vendidas en países como Canadá y Estados Unidos e incluso a través de Internet.
Actualmente y desde el 2016, en la provincia de Napo en Ecuador, se ha desarrollado una Ruta de la Guayusa, una iniciativa que busca el intercambio de saberes y prácticas tradicionales que giran alrededor del uso medicinal, estimulante y ritual de la guayusa por comunidades kichwas.

### Uso en la medicina tradicional
Tradicionalmente, en Ecuador se consume una infusión de esta planta a la que llaman agua de guayusa por sus propiedades antioxidantes (la capacidad antioxidante ralentiza el envejecimiento celular). Se está estudiando sus propiedades para diferentes usos alimentarios y medicinales por sus propiedades antiinflamatorias y antibacterianas.
En ocasiones, la guayusa (wais en shuar) es añadida como un aditivo a la poción de ayahuasca (natem en shuar) por el pueblo shuar en Ecuador. Ha sido reportado al sur de Puyo por un informante de la etnia Canelos Quechua, que el té de guayusa se usa también antes y después de beber el brebaje ayahuasca. Se usa antes para reducir el sabor amargo de la ayahuasca y tener fuerza para acoger el alucinógeno, y posteriormente para prevenir las resacas.
Si bien la guayusa se consume en Perú por sus efectos estimulantes, la mayoría de las personas informan que la usan por sus cualidades medicinales para limpiar la sangre (para eliminar el exceso de azúcares de la sangre), un remedio que se usa para tratar la diabetes. También se usa comúnmente para limpiar la vagina después del parto para reducir el sangrado posparto.

### Composición química y propiedades
Además de la cafeína contiene teobromina, un estimulante que generalmente se encuentra en el chocolate, y L-teanina, un ácido glutámico análogo que se encuentra en el té verde que ha demostrado reducir la fatiga física y mental, y combatir el estrés.
Los análisis químicos en 2009 y 2010 han mostrado que el contenido en cafeína en la guayusa es de 2,00-3,28% en peso seco. La guayusa contiene todos los aminoácidos esenciales para el ser humano y tiene una alta actividad antioxidante, con una capacidad de absorción de radicales de oxígeno de 58μM por gramo, comparado con los 28-29μM por gramo del té verde comercial.

## Nombres comunes
- Huayusa, guañusa, aguayusa, wuayusa[4]
- Agracejo (Perú),[7] citrodora[24]